# Golina
Golina [gɔ'ljina] (deutsch 1940–1945 Gohlen am Warthe, älter auch Gollin) ist eine Stadt im Powiat Koniński der Woiwodschaft Großpolen in Polen. Sie ist Sitz der gleichnamigen Stadt-und-Land-Gemeinde mit 12.077 Einwohnern (Stand 31. Dezember 2020).

## Geschichte
Die Siedlung Golina ist bereits seit dem 14. Jahrhundert bekannt. Stadtrecht erhielt die Siedlung 1330. 1362 wurde das Stadtrecht bestätigt. Bei der Zweiten Teilung Polens wurde die Stadt 1793 Teil Preußens. Mit der Bildung des Herzogtums Warschau im Jahr 1807 wurde Golina Teil desselben und 1815 Teil des neu gebildeten Kongresspolens. 1857 erfolgte der Anschluss an das Schienennetz. 1870 verlor der Ort sein Stadtrecht und erhielt es erst nach dem Ersten Weltkrieg 1921 zurück.
Während des Zweiten Weltkrieges wurde der Ort im September 1939 von den Deutschen besetzt. Am 17./18. Juli 1940 wurden die Juden der Stadt nach Zagórów sowie in die Ghettos der Dörfer Grodziec und Rzgów deportiert. Die Besetzung dauerte bis 1945. Anschließend wurde die Stadt wieder Teil Polens.

### Einwohnerentwicklung
Nachfolgend die Einwohnerentwicklung von Golina. In Grün der Anteil der Juden an der Bevölkerung.

## Gemeinde
Zur Stadt-und-Land-Gemeinde (gmina miejsko-wiejska) Golina gehören die Stadt selbst und 18 Dörfer mit Schulzenämtern.

## Bauwerke
Die wichtigste Sehenswürdigkeit des Ortes ist die hölzerne Kirche Jakobus des Jüngeren, welche zwischen 1765 und 1767 errichtet wurde.

## Verkehr
Etwas nördlich Golinas liegt der Haltepunkt Spławie, ein gutes Stück östlich der Haltepunkt Kawnice an der Bahnstrecke Warszawa–Poznań.
Golina liegt an der Landesstraße 92 (droga krajowa 92). In westlicher Richtung führt diese nach etwa 15 Kilometern durch Słupca, in östlicher Richtung nach etwa sechs Kilometern durch Konin.
Weiterhin beginnt in Golina die Woiwodschaftsstraße 467 (droga wojewódzka 467). Diese verläuft in südlicher Richtung und kreuzt dabei nach etwa sieben Kilometern die Autostrada A2 mit der Auffahrt Sługocin.
Der nächste internationale Flughafen ist der Flughafen Poznań-Ławica, der etwa 90 Kilometer westlich liegt.